# Self Entitled
(NOFX - 72 Hookers - Self Entitled)
Self Entitled è il dodicesimo album studio dei NOFX, pubblicato dalla casa discografica Fat Wreck Chords l'11 settembre 2012. Ha raggiunto la posizione #42 nella classifica Billboard 200.

## Tracce
Tutte le canzoni sono state scritte da Fat Mike, eccetto "Cell Out" scritta con Eric Melvin.
1. 72 Hookers - 3:36
2. I Believe In Goddess - 1:34
3. Ronnie & Mags - 2:09
4. She Didn't Lose Her Baby - 2:56
5. Secret Society - 2:53
6. I, Fatty - 1:35
7. Cell Out - 2:02
8. Down With The Ship - 2:23
9. My Sycophant Others 2:46
10. This Machine Is 4 - 2:06
11. I've Got One Jealous Again, Again - 3:02
12. Xmas Has Been X'ed - 2:43

## Formazione
- Fat Mike - basso, voce e chitarra acustica
- El Hefe - chitarra elettrica e voce
- Eric Melvin - chitarra elettrica
- Erik Sandin - batteria